# Krab palmový
Krab palmový (Birgus latro) je největší suchozemský krab a korýš vůbec. Patří do řádu desetinohých korýšů (Decapoda) a infrařádu Anomura mezi tzv. kraby poustevníčky. Je jediným zástupcem rodu Birgus.
Obývá ostrovy v jihovýchodní Asii. Běžně dorůstá 40 cm, nohy mají rozpětí až jeden metr. Samci bývají větší než samice. Dospělí jedinci váží až 4,1 kg. Tyto hodnoty se blíží limitním hodnotám pro suchozemské členovce.
Zadeček (abdomen) chrání krab palmový ulitou plžů pouze v juvenilním období vývoje, a proto si jej zpevňuje ukládáním vápníku. Po stromech šplhá překvapivě obratně až do výšky 6 m. Je omnivorní (všežravý) a dokáže ulovit i menší obratlovce. Mohutnými klepety dokáže rozlousknout i kokosový ořech.
Dožívá se až šedesáti let.
Je loven pro potravu.